# Gustl Mollath
 (juin 2013).
Gustl Mollath (né le 7 novembre 1956 en Bavière) est un Allemand connu pour avoir été interné d'office pendant sept ans dans des institutions psychiatriques, à la suite de son acquittement pour aliénation mentale. Son cas a suscité une grande controverse en Allemagne.
Mollath a été acquitté en 2006 dans un procès criminel, pour irresponsabilité pénale en raison liée à une aliénation mentale. Cependant, le tribunal de grande instance de Nuremberg a estimé que son trouble de la personnalité paranoïaque représentait un danger pour la société et a ordonné son hospitalisation d'office.
À la suite de nombreux jugements, son hospitalisation a été annulée en 2013.